# تقی بختیاری

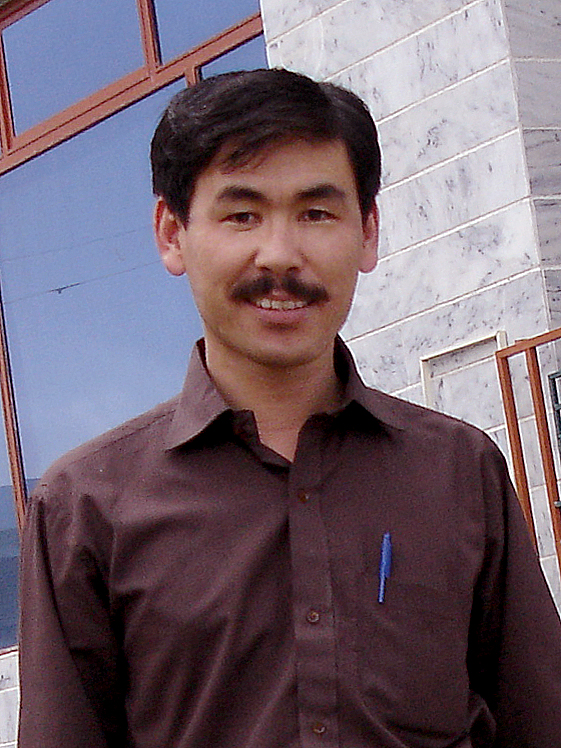
محمد جان تقی بختیاری

تقی بختیاری (محمد جان) (زاده سال ۱۳۵۴ هجری شمسی) یکی از نویسندگان معاصر افغانستان است. از تقی دو رمان به نامهای بلوای خفتگان و گمنامی و تعدادی داستان کوتاه به چاپ رسیده است، این دو رمان تاثیر عمیقی در بین مخاطبینش داشته و بختیاری را در رده برترین نویسندگان معاصر افغانستان قرار داده است.
تقی بختیاری در قریه سرخ‌بیدگ از توابع ولایت غزنی دیده به جهان گشود. در مکتب ابتدایهٔ (کته‌سنگ) جاغوری سواد آموخت، در لیسه عالی فیضیه صنف دوازده را به پایان رساند و سپس در دانشگاه بلخ ود در رشته‌ٔ روزنامه نگاری فارغ‌التحصیل گردید.
از تقی بختیاری چند داستان کوتاه به‌طور پراکنده در نشریات افغانی داخل و خارج از کشور چاپ شده‌است. وی مدتی مدیر مسئول هفته نامه «نگاه نو» در کابل بود. وی اکنون در خارج از افغانستان و در استرالیا زندگی را می‌گذراند.

## بلوای خفتگان
بلوای خفتگان اولین رمان تقی بختیاری با واکنش‌های مثبتی رو به رو گردید ومورد توجه داستان نویسان بزرگی چون زریاب و جواد خاوری و... قرار گرفته‌است. «بلوای خفتگان» رمانی است که سبک تازه‌ای از نویسندگی را در افغانستان نشان می‌دهد و از این نظر دارای اهمیت ویژه ایست. این رمان در ۳۵۰ صفحه و در سالهای ۱۳۸۸-۱۳۸۰ به نگارش در آمد. کتاب دوم وی تحت عنوان گمنامی دومین اثر وی است که در سال در ۲۷۲ صفحه در سال ۱۳۹۱ به چاپ رسید.

## رمان‌ها
بلوای خفتگان
 بلوای خفتگان (رمان)
کابل، خانه ادبیات افغانستان، چاپ اول، ۱۳۸۸، ۱۰۰۰ نسخه، ۳۵۲ ص. تهران، نشر افراز، ۱۳۸۹، ۱۲۰۰ نسخه، ۳۵۶ ص.
خلاصه:
داستان با تحولاتی آغاز می‌شود که طی آن افغانستان حاکمیت‌های متفاوت را از سر گذراند و با تجربه جنگ‌های پیهم وارد قرن بیست و یک شد. کمتر از یک قرن قبل مردمی که زمین‌های حاصلخیز و هموارشان مصادره شده بود، به نقطه‌ای در کوه‌پایه‌های مرکزی پناه آورده و قریه «بلاق‌دره» را بنا نهادند. داستان با شرح دشواری‌های زندگی در این قریه آغاز می‌شود. دشواری‌هایی که صرفاً زاده قهر و خشونت طبیعت نیستند، بلکه عامل عمده آن سلطه انسان بر انسان است.
سیدمردان‌شاه آخوند، از قریه «شش‌دره» سعی دارد بلاق‌دره‌ای‌ها را تحت قیمومیت خودش نگهدارد. او به این منظور تلاش می‌کند که مردم بلاق‌دره به مسجد و قبرستانی که در قریه او و از آن اوست، وابسته بمانند. اما ناگهان قحطی فرامی‌رسد و سرما در بلاق‌دره جان شانزده تن را می‌گیرد. قدم زوار، خسته از انتقال مرده‌ها به قبرستان قریه مجاور و برسم اعتراض تابوت منقش به آیات قرآنی را آتش می‌زند. با این وجود او از سرما نجات نمی‌یابد و هر ده انگشت پاهایش سیاه و قطع شده در حومه بلاق‌دره دفن می‌شوند. به این ترتیب، برای اولین بار بلاق‌دره به قبرستان و سپس به مسجدی دست می‌یابد که از آن خودش است.
حاجی ملک فرد زمیندار و پرنفوذ، باور دارد که از مسجد بی ملا، درمسال هندو بهتر است و بنابرین مردم بازهم دست به دامن سیدمردان‌شاه آخوند می‌شوند. او هم از روی خیرخواهی و دوراندیشی سید مونس آخوند را در مسجد بلاق‌دره به ملایی می‌گمارد. نخستین عاشورایی که در مسجد بلاق‌دره برپا می‌شود با آمدن دو حواله دار حکومتی اخلال می‌گردد. حواله‌دارها «مراد» این تنها فرد باسواد قریه را باخود می‌برند. مراد دو ونیم سال خدمت زیر بیرق را در کنر به پایان می‌رساند اما ترخیص او سال‌ها به تعویق می‌افتد، زیرا حکومت‌های مختلف هرکدام یک دوره‌ای او را به خدمت می‌گیرند. مراد با سی‌وپنج تن از افسران قول اردوی اسمار به اسارت مجاهدین در می‌آید. با قرار گرفتن در جوخه اعدام مرمی‌ها بر بازو و رانهایش اثابت می‌کند و از مرگ حتمی نجات می‌یابد اما مراد تا ماه‌ها حاضر نمی‌شود که بگوید او زنده است. در پنجشیر پای درس مولوی آستانه می‌نشیند و به عناصر اقلیدس و کتاب سید قطب مصری آشنا می‌شود. مراد از پنجشیر تا بامیان و دایکندی در جبهات گوناگون برضد حکومت مرکزی می‌جنگد.
زیور خواهر و یگانه بازمانده مراد برای تنها برادرش دلتنگی می‌کند. قدم زوار برای یافتن مراد راهی کابل می‌شود اما مدت‌ها بعد بجای یافتن مراد خودش را در پایتخت بلوچستان پاکستان در هیئت یک قوماندان زبردست و ماهر می‌یابد. او همراه با حاجی ملک اتحادیه اسلامی مجاهدین بلاق‌دره را تأسیس می‌کند. دربازگشت جنگ‌های خونینی میان گروه آنان و حزب پر قدرت شورای اتفاق انقلاب اسلامی افغانستان (ش‌اااا) به نمایندگی سیدمردان شاه آخوند در می‌گیرد. حاجی ملک اعدام و قدم زوار فراری و در منطقه «چیک‌تومور» پناه می‌برد. او درانجا به تجدید قوا می‌پردازد. قدم زوار علی‌رغم بی‌سوادی‌اش بگونه‌ای غریزی خطابه‌های پرشوری ایراد می‌کند. مردم در کنار او و همه باهم یک جاده موتر رو را از چیک تومور تا بلاق‌دره و با عبور از سنگلاخ‌ها به سمت شمال اعمار می‌کنند. اینک مردم بلاق‌دره که روزگاری از دیدن پودر خشک که «آب را به شیر تبدیل می‌نمود» حیرت می‌کردند، اکنون شاهد جنگ‌افزارها و لاری‌های پیشرفته «بیورکولن» هستند.
قوماندان مراد که سال‌ها در ارزگان و بامیان برای حزب ش‌اااا جنگیده بود، با رهبر این حکومت که در ورس موقعیت دارد، اختلاف‌نظر یافته و انشعاب می‌کند. مراد با افراد تحت امرش و پس از جنگ‌های فراوان در دره ترکمن، ناهور و غزنی سرانجام به بلاق‌دره می‌رسد. مراد در بلاق‌دره استقرار می‌یابد و خیلی زود قلمرو حاکمیتش را تا چندین دره دیگر وسعت می‌بخشد. بدلیل حاکمیت دولت مرکزی بر شاهراه‌های مواصلاتی، بلاق‌دره تنها راه عبور و مرور کاروان‌های اکمالاتی و نقطه وصل شمال و جنوب کشور می‌گردد. تورگل یکی از همراهان دوران سربازی قوماندان مراد در بلاق‌دره از مشرقی به او ملحق می‌شود.
سال‌ها قبل، حاجی بیگم (بیوه حاجی ملک) و زیور خواهر مراد که در خفا دل به قدم زوار سپرده بوده، هردو به دسیسه حاجی بنیادکربلایی و سید مونس آخوند گرفتار شده بودند. اولی بخاطر میراث شوهر اعدام شده‌اش و دومی بخاطر تن دست نخورده‌اش.
قدم‌زوار روزگاری از قول رادیو پیشگویی کرده بود که میلیون‌ها سال بعد مهتاب به بلاق دره برخورد خواهد کرد زیرا ماه هر سال به اندازه یک بند انگشت به زمین نزدیک‌تر می‌شود. اکنون قوماندان مراد اگرچند در کسوت یک رهبر نظامی پر هیبت، بر بخش‌هایی از غزنین و ارزگان حکم می‌راند، اما شبی ناگهان از دیدن نیم‌کره سفید و نورانی که سه‌چهارم آسمان بلاق‌دره را در برگرفته، به شدت هراسان می‌شود. حاجی بنیادکربلایی با ترس و لرز پیشگویی قدم زوار را برای قوماندان مراد باز می‌گوید و نظر می‌دهد که شاید بدلیل کثرت گناهان میلیون‌ها سال تنها به چند سال کاهش یافته باشد. قوماندان مراد نه تنها برای همیشه با قدم‌زوار متارکه جنگ می‌کند بلکه حاضر می‌شود زیور خواهرش را نیز طبق میل او به قدم‌زوار دهد. اما این وصلت به خودکشی عروس می‌انجامد. زیرا سیدمونس آخوند که روزگاری این دختر جوان را در خفا به عقد و نکاح شرعی خودش درآورده بود، اکنون بی هیچ طلاقی، قرار است با زبان خود زنش را به عقد قدم‌زوار دراورد. زیور این وضع را تحمل نمی‌تواند و باکوبیدن چراغ بر سر سید مونس آخوند از مجلس عقد فرار و از فراز بلندترین جابه سنگ خودش را به دریای بلاق‌دره می‌اندازد و بطرز بسیار تراژیک کشته می‌شود.
کشمیرخان یک مجاهد تندرو و بنیادگرا که سال‌ها قبل در منطقه اسمار کنر مراد و سی‌وپنج سرباز اسیر را به رگبار مسلسل بسته بود؛ در جنگ با قوماندان مراد در منطقه «دهراوود» کشته می‌شود. نبرد دهراوود؛ نقطه عطفی در تاریخ جنگ‌های قوماندان مراد می‌گردد. زیرا او به دسیسه تورگل، پی‌می‌برد که سوار بر شتر کشمیرخان از معرکه گریخته بود. قوماندان مراد به بدگمانی گرفتار و از قدم‌زوار حساب پس می‌گیرد. بر جاده عامه صندوق حق‌العبور نصب می‌کند، از دره‌های اطراف افراد را به خدمت می‌کشاند. چمن و بوستان از قدیمی‌ترین باشندگان قریه شب‌هنگام کوچ می‌کنند. فرزندان خلیفه قاسم نیز مدت‌ها قبل فرار کرده‌اند. قوماندان مراد آنان را تا دور دست‌ها دنبال می‌نماید و از دست‌نیافتن برآنان غضب‌ناک می‌شود. سیدمونس آخوند را علی‌رغم شفاعت ریش سفیدان بطرز فجیعی عذاب کُش می‌کند. اما حاجی‌بنیادکربلایی با گفتن اینکه بلاق‌دره به مقبره یک سید نیازمند است؛ قوماندان مراد را متقاعد می‌سازد که جسد سید مونس آخوند را در دریا نیانداخته بلکه در همواری‌ای دفن کنند که از بیست سال قبل هر ده انگشت بریده شده قدم زوار آنجا خاک شده است.
مردان پنجاپی و عربی با قواره‌ها و ظواهر بسیار متفاوت ولی باطن سخت یکسان از گوشه‌وکنار عالم به بلاق‌دره می‌آیند. آنان به جنگ عشق می‌ورزند، هرگز به ستاره‌ای زل نزده‌اند و بازنی نخوابیده‌اند. در بازار بلاق‌دره هیچ چیزی به اندازه اسلحه و اشیای مردانه خریدار ندارد. بلاق‌دره که از حمله گرگ‌های کشمیری، قحطی مفرط، سرمای استخوان سوز، بمباران هواپیماهای جنگی و هجوم لاشخورها قدبرفراشته بود؛ اکنون کمرش زیر بار جنگ‌جویان ابدی خم می‌شود. تمامی خانواده‌ها از بلاق‌دره رفته‌اند، حتی از شش‌دره سیدمردان‌شاه آخوند نیز جلای وطن اختیار می‌کند.
وقتی نخستین شفاخانه در بلاق دره افتتاح می‌گردد، بخش نسایی ولادی آن سخت بیهوده به نظر می‌رسد زیرا دیگر در بلاق‌دره، هیچ زنی نیست تا زایمانی اتفاق بیفتد قوماندان مراد به موسسه خیره نامه می‌نویسد و پیشاپیش بجای اعمار یک مکتب از واریز شدن نقدینگی هزینه آن در خزانه جبهه جنگ سپاسگزاری می‌کند و استدلال می‌نماید که در بلاق‌دره هیچ کودکی نیست تا مکتب برود. برای نخستین بار در تاریخ بلاق‌دره دریای توفنده آن ایست نمی‌کند بلکه کاملاً خشک می‌شود. دلاور آسیابان به کمک مردان قوماندان مراد می‌شتابد و همه در بستر خشکیده دریا یک چاه حفر می‌کنند.
پس از سی سال، زمانی که بلاق‌دره‌ای‌ها مصوبات اهل «حل و عقد» را سبک‌سنگین می‌کنند، میان کابل و زابل سرها و دست‌های بریده شده رد و بدل می‌شود. تحریم‌های متوالی بلاق‌دره را به ستوه می‌آورد. خط جنگ از دو انتهای بلاق‌دره بسوی پایگاه لمبریک نزدیک‌تر می‌شود. قوماندان مراد به سختی مقاومت می‌کند. کشته شدن مردان همراهش قبرستان بلاق‌دره را وسعت می‌دهد. خودش نیز بدست مولوی تورگل اعدام می‌شود.
قدم‌زوار با سید مومن‌شاه (پسر سید مردان شاه آخوند) و یک سبد اوراق زردکاهی و رادیو که یادگار حاجی ملک است، در غار اژدر پناه می‌برند. در تحولی تازه‌تر سربازانی که کلاه‌های آهنی‌شان مملو از خزه‌های دریای اتلانتیک است، مولوی تورگل را از بلاق‌دره می‌رانند. سیدمومن‌شاه از لای کاغذهای زرد کاهی فتوای قدیمی پدرش را برای قدم زوار می‌خواند که طی آن قدم زوار تکفیر و املاکش شرعاً مصادره شده بود. سید مردان‌شاه آخوند باز گشته و یک عَلَم متبرک را که هزاران کیلومتر بردوش کشیده برفراز قبر سیدمونس آخوند نصب می‌کند.
گم نامی
 گم‌نامی (رمان)
کابل، انتشارات تاک، چاپ اول، ۱۳۹۱، ۱۰۰۰ نسخه، ۲۷۲ صفحه
خلاصه: یک مرد سرخورده از دین، محکوم به اعدام می‌شود اما او نه تنها به دین که به بی‌دینی خودش نیز مشکوک است.
داستان از زبان «میرجان» یکی از شخصیت‌های محوری رمان روایت می‌شود. میرجان در زندان است و با شنیدن حکم قطعی مرگ خویش به گذشته‌اش می‌رود. او از زادگاهش «کُندلو» آغاز می‌کند. کندلو منطقه‌ای دورافتاده در ارزگان جنوبی است. میرجان در «قلعه شیروبیگ» بدنیا آمده و به نو جوانی می‌رسد. قلعه شیروبیگ با چهار برج نیمه فروریخته‌اش درست در مقابل «قلعه پنج برجه مندوخان» موقعیت دارد. مندوخان یک ارباب زمین‌دار است. او شش زن گرفته است با این وجود «کامل خان» آخرین فرزندش با شیر پستان «دردانه» مادر اندر میرجان زنده می‌ماند، زیرا آخرین زن مندوخان حین زایمان مرده است. میرجان و کامل خان در مدرسه‌ای که توسط مولوی تورگل اداره می‌شود درس می‌خوانند. بعدها این مدرسه به شعبه ارزگان مدرسه حقانیه ارتقا می‌یابد. علی‌رغم آنکه مولوی تورگل اهل ارزگان نیست و از پشاور آمده است اما خیلی زود سررشته امور مردم را بدست می‌گیرد. او از فراز جابه سنگ قبرستان کندلو خطبه می‌خواند و زن شربت گل را در ملأ عام اعدام می‌کند. زیرا گوربز خان که سال‌ها آب تن این زن را بوی کشیده بوده اخیراً توسط شربت گل شوهر این زن کشته شده است.
روزی میرجان در مسجد با مولوی تورگل درگیر می‌شود. کار بجایی می‌رسد که او دیگر نمی‌تواند درکندلو زندگی کند. مندوخان به شکرانه شیر پستان دردانه و اینکه پسرش در قلعه شیروبیگ از دست مادراندرها نجات یافته بود، میرجان را بر اسپ خودش تا مالستان فراری می‌دهد. میرجان از مالستان به ایران می‌رود. او در اصفهان درس دین می‌خواند. اما نیمه شبی مدرس آیت‌الله حاج سید ابراهیم اصفهانی را می‌بیند که کنار او دراز به دراز افتیده وسعی دارد به او تجاوز کند. میرجان فریاد می‌کشد و آیت‌الله با آلت نعوذ کرده‌اش از حجره می‌براید. میرجان شب‌هنگام از مدرسه بیرون می‌شود. او در تهران به کارگری می‌پردازد و پول‌هایش را کتاب می‌خرد. سال‌ها بعد قصد وطن می‌کند اما محمدعلی ماما به او می‌گوید که مولوی تورگل دیگر قوماندان قدرتمندی شده و بر ارزگان حکومت می‌راند. میرجان ناگزیر بجای ارزگان به پشاور می‌رود. آنجا زبان خارجه می‌خواند و فقر را تجربه می‌کند. میرجان در پشاور کامل خان را می‌بیند که همچون پدرش لنگی بسته است و همچون استادش مولوی تورگل از فراز مینی بس فرسوده برای سه مرد گنه‌کار حکم شرع را ابلاغ می‌کند. میرجان می‌ترسد و خود را به او نزدیک نمی‌تواند.
وقتی افغانستان از جنگ‌های تنظیمی و سیطره طالبان رهایی می‌یابد، میرجان برای اولین بار به کابل می‌رود. او برای یک آژانس خبری از نبرد انگلیس‌ها در هلمند و تریاک‌رزارهای جنوبی گزارش تهیه می‌کند. در بحبوحه نخستین انتخابات در تاریخ کشور از ارزگان می‌نویسد: «تنها ولایتی که هیچ نامزد زن ندارد.» این گزارش باعث می‌شود با دختری بنام مرجان آشنا شود. مرجان تنها با عمه پیرش در عمارتی اعیانی زندگی می‌کند.
در یک انفجار بزرگ در مرکز شهر بیست و هشت تن کشته می‌شوند. میرجان اگرچند جان سالم بدر می‌برد اما بشدت دیگرگون می‌گردد زیرا در می‌یابد که کامل خان پسر مندوخان عامل اصلی این انفجار بوده است. این رویداد او را بیشتر به یاد ارزگان می‌برد و کشته شدن پدرش بدست مولوی قوماندان تورگل را به یاد می‌آورد.
کار رسانه‌ای دل میرجان را می‌زند. به کمک مرجان به شغل ترجمه می‌گراید. زمانی که نخستین مبلغ حق‌الترجمه را از دستان سپید مرجان دریافت می‌کند دیگر آشنایی آنان نه تنها به دوستی که به دلبستگی می‌انجامد. عشق مرجان او را بیشتر از پیش به تأمل در باره زنان وامی‌دارد. ازان به بعد هردو تمامی سوراخ سمبه‌های شهر را می‌گردند. به پغمان می‌روند و شبانگاه در بند قرغه آب تنی می‌کنند. مدت‌ها می‌گذرد و طی آن مرجان همواره از میرجان می‌خواهد که برای او از ارزگان بگوید. اما هربار که میرجان از قلعه پنج برجه و شش زن مندوخان قصه می‌کند، مرجان اشک می‌ریزد و چیزی نمی‌گوید. میرجان چنان به زن علاقه‌مند می‌شود که لوحه سنگی برای قبر شیروبیگ می‌خرد و این جمله را برآن حک می‌کند:» ما از زنان بوده‌ایم و باید به سوی آنان بازگردیم.»
محرم فرا می‌رسد و مرجان از میرجان در باره دهه عاشورا می‌پرسد. میرجان پاسخ می‌دهد: در عاشورا اغلب مردم عقده‌های شان را تخلیه می‌کنند؛ و از مرجان می‌خواهد که ما نیز ازین فرصت استفاده کنیم. به این ترتیب هردو در شام غریبان زمانی که شهر در تاریکی فرورفته و آواز نوحه و سینه زنی از هر طرف به گوش می‌رسد، آن دو نخستین رابطه جنسی شان را برقرار می‌کنند. مردم عزادار بالای آنان یورش می‌برند. مرجان توسط مالک رستورانت نجات می‌یابد ولی میرجان پس از لت و کوب فراوان دستگیر و زندانی می‌شود.
در زندان از لوحه سنگی که آیه قرآن برآن تحریف شده است تا سینه بند یک زن، شواهد کافی وجود دارد که ارتداد، کفر و فحشای او را ثابت کند. مولوی تورگل که اکنون از اراکین حکومت است برای کامل خان و میرجان حکم اعدام همزمان را ثابت می‌کند. میرجان در آخرین روز زندگی‌اش می‌فهمد که مرجان همان کتوری دختر مندوخان و عمه پیر او همان دردانه مادر اندر خودش بوده است. اکنون کار از کار گذشته است و میرجان لحظاتی پس از اعدام را مجسم می‌کند که دو زن دو تابوت را تحویل می‌گیرند. دردانه پسر رضاعی‌اش کامل خان و مرجان عشقش میرجان را.

## مجموعه داستان
از محمد جان تقی بختیاری در سال ۱۳۸۱ یک مجموعه داستان در شهر مزارشریف چاپ شده‌است. داستانهای این مجموعه قرار ذیل است:
بقالی، ازین خون، کبوتر سرخ، ترافیک، نشان دشت، برف و روز آخر